# ATP Challenger Toljatti
Der ATP Challenger Toljatti (offiziell: Togliatti Cup) war ein Tennisturnier, das zwischen 2000 und 2007 in Toljatti, Russland, stattfand. Es gehörte zur ATP Challenger Tour und wurde im Freien auf Hartplatz gespielt. Alexander Peya ist mit zwei Titeln im Einzel sowie einem im Doppel der Rekordsieger des Turniers.

## Liste der Sieger

### Einzel
| Jahr | Sieger             | Finalgegner          | Ergebnis      |
| ---- | ------------------ | -------------------- | ------------- |
| 2007 | Dudi Sela          | Michail Ledowskich   | 7:64, 6:3     |
| 2006 | Uros Vico          | Alexander Peya       | 3:6, 6:4, 6:1 |
| 2005 | Igor Kunizyn       | Viktor Bruthans      | 6:1, 6:2      |
| 2004 | Jo-Wilfried Tsonga | Ladislav Švarc       | 6:3, 7:62     |
| 2003 | Dudi Sela          | Juan Pablo Brzezicki | 6:2, 6:4      |
| 2002 | Alexander Peya (2) | Dmitri Wlassow       | 6:4, 6:4      |
| 2001 | Alexander Peya (1) | Karol Beck           | 6:2, 6:2      |
| 2000 | Vadim Kutsenko     | Igor Kunizyn         | 6:4, 6:1      |

### Doppel
| Jahr | Sieger                              | Finalgegner                             | Ergebnis           |
| ---- | ----------------------------------- | --------------------------------------- | ------------------ |
| 2007 | Johan Brunström Mohammad Ghareeb    | Ivan Cerović Pierrick Ysern             | 7:64, 4:6, [13:11] |
| 2006 | Alexander Peya Uros Vico            | Alexei Kedrjuk Orest Tereschtschuk      | 6:4, 6:4           |
| 2005 | Scott Lipsky Mark Nielsen           | Flavio Cipolla Massimo Ocera            | 6:2, 6:3           |
| 2004 | Teimuras Gabaschwili Dmitri Wlassow | James Auckland Ladislav Švarc           | 6:3, 5:7, 6:4      |
| 2003 | Jun Katō Alexander Peya             | Rodolphe Cadart Benjamin Cassaigne      | 7:67, 6:4          |
| 2002 | Filipp Muchometow Dmitri Wlassow    | Artjom Derepasko Michail Jelgin         | 6:4, 6:4           |
| 2001 | Karol Beck Igor Zelenay             | Abdulhamid Mahkamov Dmitriy Tomashevich | 7:5, 4:6, 6:3      |
| 2000 | Dušan Vemić Lovro Zovko             | Ion Moldovan Juri Schtschukin           | 6:4, 6:4           |